# Romain Alessandrini
Romain Alessandrini (* 3. dubna 1989) je francouzský fotbalista, který hraje jako křídlo v MLS v klubu LA Galaxy.

## Klubová kariéra
Alessandrini strávil šest let své kariéry v Marseille. V roce 2005 se přestěhoval do Gueugnonu a v roce 2008 debutoval ve 3. úrovni Championnat National.
V roce 2010 podepsal smlouvu s Clermont Foot, kde odehrál dvě sezóny.
V únoru 2013, když hrál v Rennes, byl vybrán Didierem Deschampsem k reprezentaci Francie, ale zranění, které skončilo jeho sezónu, mu zabránilo uskutečnit jeho mezinárodní debut.
V létě 2014 se Alessandrini vrátil z Rennes do Marseille za přechodný poplatek 5 milionů EUR.
Dne 31. ledna 2017 podepsal kontrakt s LA Galaxy jako vybraný hráč z MLS.

## Statistiky kariéry
| Klub                | Sezóna         | Liga                 | Liga   | Liga | Pohár  | Pohár | Ligový pohár | Ligový pohár | Ostatní | Ostatní | Celkem | Celkem |
| Klub                | Sezóna         | Divize               | Starty | Góly | Starty | Góly  | Starty       | Góly         | Starty  | Góly    | Starty | Góly   |
| ------------------- | -------------- | -------------------- | ------ | ---- | ------ | ----- | ------------ | ------------ | ------- | ------- | ------ | ------ |
| Gueugnon            | 2009–10        | Championnat National | 6      | 3    | 0      | 0     | 1            | 0            | 0       | 0       | 7      | 3      |
| Clermont Foot       | 2010–11        | Ligue 2              | 35     | 11   | 2      | 1     | 2            | 1            | 0       | 0       | 39     | 3      |
| Clermont Foot       | 2011–12        | Ligue 2              | 33     | 11   | 2      | 0     | 1            | 0            | 0       | 0       | 36     | 11     |
| Clermont Foot       | Celkem         | Celkem               | 68     | 22   | 4      | 1     | 3            | 1            | 0       | 0       | 75     | 24     |
| Rennes              | 2012–13        | Ligue 1              | 22     | 10   | 0      | 0     | 4            | 3            | 0       | 0       | 26     | 13     |
| Rennes              | 2013–14        | Ligue 1              | 27     | 6    | 5      | 1     | 2            | 0            | 0       | 0       | 34     | 7      |
| Rennes              | Celkem         | Celkem               | 49     | 16   | 5      | 1     | 6            | 3            | 0       | 0       | 60     | 20     |
| Olympique Marseille | 2014–15        | Ligue 1              | 26     | 3    | 0      | 0     | 1            | 0            | 0       | 0       | 27     | 3      |
| Olympique Marseille | 2015–16        | Ligue 1              | 22     | 5    | 2      | 1     | 0            | 0            | 6       | 0       | 30     | 6      |
| Olympique Marseille | 2016–17        | Ligue 1              | 6      | 0    | 1      | 0     | 1            | 0            | 0       | 0       | 8      | 0      |
| Olympique Marseille | Celkem         | Celkem               | 54     | 8    | 3      | 1     | 2            | 0            | 6       | 0       | 65     | 9      |
| LA Galaxy           | 2017           | Major League Soccer  | 30     | 13   | 0      | 0     | 0            | 0            | 0       | 0       | 30     | 13     |
| Celkově kariér      | Celkově kariér | Celkově kariér       | 208    | 62   | 12     | 3     | 12           | 4            | 6       | 0       | 238    | 69     |

## Styl hraní
Alessandrini je známý svým tempem, driblingem a hledáním gólových šancí ze středu pole.